# Зоряний десант 2: Герой Федерації
«Зоряний десант 2: Герой Федерації» (англ. Starship Troopers 2: Hero of the Federation) — американський direct-to-video фантастичний бойовик 2004 р., продовження х/ф 1997 р. Зоряний десант режисера Філа Тіппетта.Попри те, що фільм випущений відразу на відео у США, йому наданий показ у кінотеатрах Японії й Іспанії. Не має майже ніякого відношення до однойменного роману Роберта Гайнлайна на відміну від першого фільму, який знятий за мотивами персонажів і сюжетною лінією книги (хоча й сильно перероблений). Жоден з персонажів оригінального фільму не з'являться в цьому продовженні, виняток — актриса Бренда Стронг з'являється в обох фільмах, але грає різні ролі. Пізніше випущені сиквели Зоряний десант 3: Мародер (2008) і Зоряний десант: Вторгнення (2012).

## Сюжет
Сюжет розгортається на планеті, захопленій арахнідами. Окрилений перемогою на Танго-Урілла і захопленням на Планеті Пі Мозгового Жука, Зоряний Маршал Тахат Мару оголошує про «Марш до перемоги», повномасштабний наступ всіх військ Федерації на всіх фронтах. Однак не все так гладко, як здається з першого погляду. Загін солдатів під командуванням генерала Джека Гордана Шепарда виявляється оточеним з усіх боків полчищами жуків. Шепард наказує загону відступати, сам з купкою солдатів прикриває їх відхід. Загін знаходить і займає величезну вежу — заставу «Нільс», де вони зустрічають колишнього героя Федерації капітана В. Дж. Декса, нині ув'язненого за вбивство свого командира, полковника Холбека за некомпетентність, що призвела до майже повної втрати особового складу. Його мали стратити польовим судом, доля розпорядилася інакше, коли залишки полку були знищені арахнідами, через що Декс залишився замкненим у сміттєспалювачі. Починається пилова буря, загін опиняється без зв'язку з командуванням і без підкріплення. Павуки штурмують вежу. Рядова Сахара самовільно звільняє Декса, застосувавши приховані в ній екстрасенсорні здібності, що дали їй зрозуміти мотиви капітана. Він допомагає відбитися від атаки арахнідів, включивши захисні системи вежі (електропаркани). За самовільні дії Сахара піддається догані з боку лейтенанта пси- корпусу Павлова Ділла, але Декс заступається за рядового, назвавши лейтенанта жалюгідним боягузом, як і більшість офіцерів Федерації, що прикривають свої голови і спини за «дітьми і красивими промовами». Пізніше до загону проривається Шепард з трьома солдатами: техніком, санітаром і дівчиною.
Рядова Сахара звертає увагу на дивацтва поведінки прибулої трійки, слідом за ними подібним чином починають поводитися інші. Ділла, офіцера-медіума військової розвідки, мучать видіння, йому здається, що арахніди знаходяться всюди. Сахара, чиї здібності відрилися унаслідок вагітності, ділиться з ним і Дексом своїми підозрами, вони домовляються діяти спільно. Проте вже пізно: трійця переходить до активних дій, заражаючи солдатів новим видом мініатюрних жуків, які проникають в людські голови, захоплюючи контроль над волею. Медіум поспішає з доповіддю до Шепарда, але генерал вже заражений, розвідник перед своєю загибеллю усвідомлює всю страшну правду. Декса знову заарештовують за підозрою у вбивстві лейтенанта (фігурує бойовий ніж десантника, який той віддав одному з солдатів загону). Спроби зараження Сахари і Декса закінчуються невдачею, коли одна з «Заражених», сержант Діді Рейк, усвідомлює помилковість своїх висновків з приводу Декса, звільняє капітана, а потім застрелилася, бо «жук вже в ній».
Об'єднавшись, Сахара і Декс зачищають вежу, борючись зі своїми колишніми товаришами. По дорозі Сахара бачить шахову дошку, на якій стоїть самотня біла тура в оточенні чорних фігур і розуміє, що арахніди спеціально заманили їх сюди, проводячи диявольський експеримент над людьми, що опинилися в ізоляції. Вона усвідомлює , що Шепард зможе заразити вище керівництво Федерації. Павуки зовні йдуть в атаку, змітаючи перед собою всі бар'єри.
Прибуває рятувальний транспорт. Шепард, який не встиг заразити Сахару, поспішає на транспорт, але на його шляху опиняється Декс, на очах враженої команди розстрілює генерала з двох гвинтівок. Декс наказує доставити Сахару в Штаб, щоб вона розповіла про новий вид арахнідів-загарбників розуму. Сахара намагається переконати капітана рятуватися з ними, на що той відповідає, що «вбивці додому не повертаються». Прикриваючи відліт транспорту, Декс бере ручний кулемет одного з загиблих десантників і утримує потік арахнідів, їх хвиля захльостує вежу. Героїчна смерть Декса та аналіз пам'яті Сахари пси-корпусом дозволяє Федерації повірити в новий тип арахнідів.
Минає час. Сахара пішла з армії та виховує сина. На екранах одного зі штабів вербування вона бачить пропагандистський фільм. Хоча Декса посмертно називають Героєм Федерації, не роблячи наголосу на його причетність до смерті полковника Голбека і генерала Шепарда, його смерть і мотиви спотворена пропагандою, військові сили Федерації намагаються використовувати Декса як символ для поповнення рядів. Один з офіцерів вербування підходить до Сахари з немовлям на руках, кажучи, щоб той швидше підростав, бо їм потрібно «свіже м'ясо для м'ясорубки». Сахара з жахом дивиться на офіцера і стрімко йде. Фільм закінчується кадром десантників, які біжать в атаку, під фразу, зроблену під голос Декса: «Не плачте по мені! Моя слава буде жити вічно!»

## Ролі
- Річард Бургі — капітан Декс
- Коллін Порш — лейтенант Сахара
- Лоуренс Моносон — лейтенант Павлов Кріп
- Бренда Стронг — сержант Діді Рейк
- Ед Лаутер — генерал Джек Шеперд
- Сандрін Голт — Джилл Сенді
- Джейсон-Шейн Скотт — Дафф Гортон
- Браян Ті — капрал Том Кобе
- Келлі Карлсон — Чарлі Сода

## Критика
Рейтинг фільму на сайті IMD — 3,5/10, Rotten Tomatoes — 20% свіжості та 11% рейтинг аудиторії.